# Rasmus Birkeland
Rasmus Ingvald Birkeland (* 14. April 1888 in Austevoll; † 12. Dezember 1972 ebenda) war ein norwegischer Segler.

## Erfolge
Rasmus Birkeland, der für den Bergens Seilforening segelte, wurde 1920 in Antwerpen bei den Olympischen Spielen in der 12-Meter-Klasse nach der International Rule von 1907 Olympiasieger. Er war Crewmitglied der Atlanta, die als einziges Boot seiner Klasse teilnahm. Der Atlanta genügte mangels Konkurrenz in zwei Wettfahrten jeweils das Erreichen des Ziels zum Gewinn der Goldmedaille. Zur Crew gehörten zudem Birkelands Bruder Halvor Birkeland, Halvor Møgster, Lauritz Christiansen, Hans Næss und die Brüder Ole, Jan, Kristian und Henrik Østervold. Letzterer war Besitzer und Skipper der Atlanta.